# Polskie Stronnictwo Ludowe

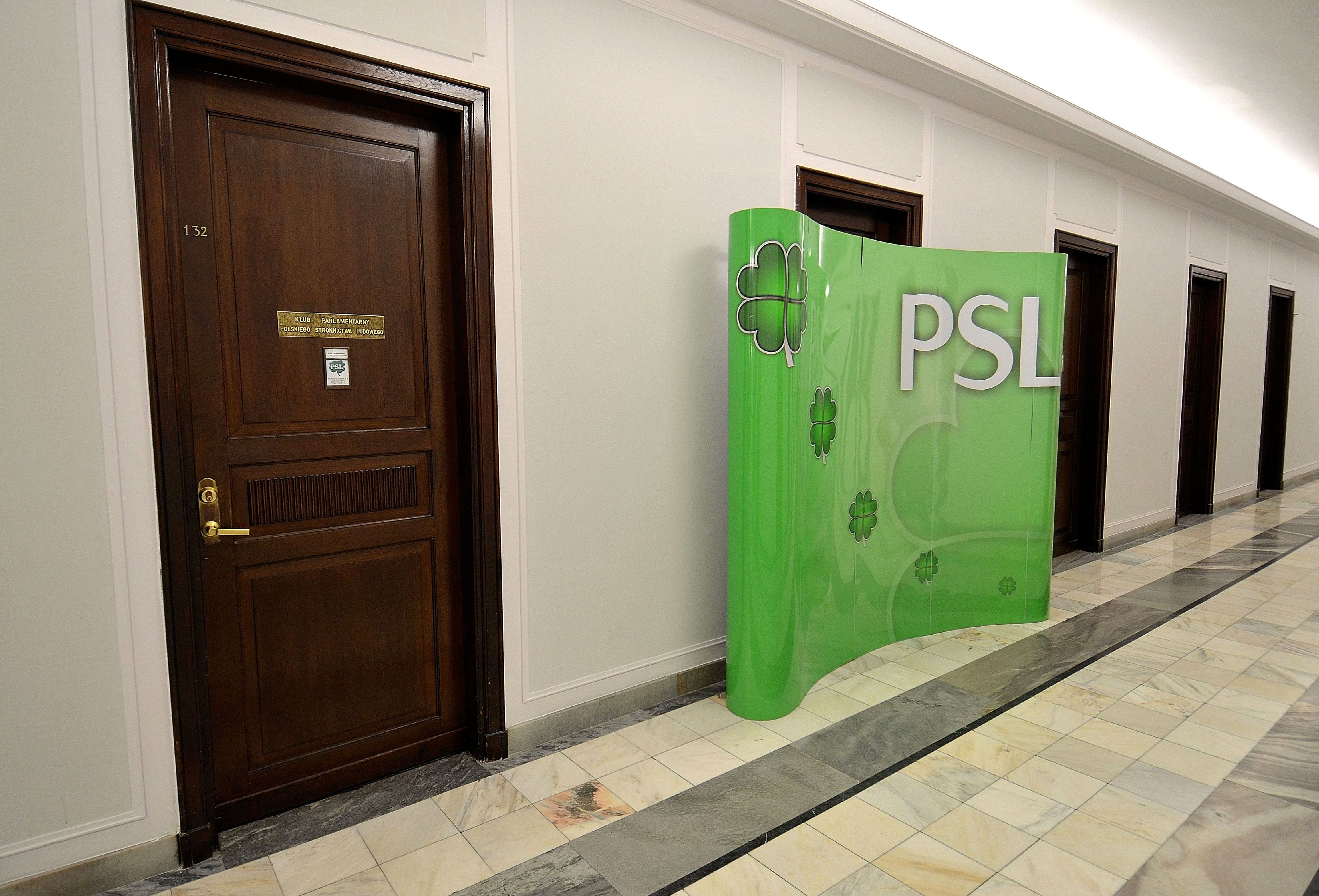
Biura Klubu Parlamentarnego PSL w gmachu Sejmu

Polskie Stronnictwo Ludowe (PSL) – polska partia polityczna, powstała 5 maja 1990 z połączenia PSL „Odrodzenie” (będącego kontynuacją Zjednoczonego Stronnictwa Ludowego) oraz wilanowskiego PSL. Skupia w głównej mierze osoby o poglądach agrarnych, centrowych, centroprawicowych i chadeckich. W latach 1993–1997 partia współtworząca rząd koalicyjny z Sojuszem Lewicy Demokratycznej, w okresie 2001–2003 z SLD i Unią Pracy, w latach 2007–2015 z Platformą Obywatelską oraz od 2023 z Koalicją Obywatelską (skupioną wokół PO), Lewicą (skupioną wokół Nowej Lewicy) i Polską 2050. W 1992 oraz w okresie 1993–1995 ówczesny prezes PSL Waldemar Pawlak pełnił urząd premiera. PSL należy do Europejskiej Partii Ludowej. Od 2019 jest głównym podmiotem Koalicji Polskiej.

## Historia PSL

### Stronnictwo dawniej
Nazwa PSL nawiązuje do tradycji sięgającej XIX wieku. Bezpośrednim protoplastą organizacji było Stronnictwo Ludowe, założone w 1895 w Rzeszowie przez niezależnych działaczy chłopskich (m.in. Jakub Bojko i Jan Stapiński), lewicowo-ludową inteligencję (Bolesław Wysłouch, Maria Wysłouchowa), część działaczy Związku Stronnictwa Chłopskiego oraz środowisko skupione wokół ks. Stanisława Stojałowskiego. Z ramienia SL w 1897 zasiedli w parlamencie austriackim w Wiedniu pierwsi posłowie niezależnego (tj. bez patronatu kleru i szlachty) ruchu ludowego.
Nazwa „Polskie Stronnictwo Ludowe” funkcjonuje od 1903. Od tego czasu organizacja wprost wysuwała postulaty niepodległości Polski. W swoim programie głosiła potrzebę równouprawnienia narodowego, politycznego i społecznego Polaków. Postulowała potrzebę reformy austriackiego systemu wyborczego.
Na skutek sporów wewnętrznych w 1913 doszło do podziału na Polskie Stronnictwo Ludowe „Piast” i Polskie Stronnictwo Ludowe Lewicę.
Czołowymi działaczami byli: Karol Lewakowski, Henryk Rewakowicz, Jan Stapiński, Jakub Bojko, Bolesław Wysłouch i Wincenty Witos. Organami prasowymi: „Przyjaciel Ludu”, „Kurier Lwowski” i „Gazeta Ludowa”. Wieloletnim przewodniczącym (PSL „Piast”) i jednym ze współzałożycieli PSL był Wincenty Witos. W dwudziestoleciu międzywojennym PSL był jedną z najsilniejszych partii w Sejmie, a Wincenty Witos trzykrotnie sprawował urząd premiera.
W 1915, w wyniku połączenia Narodowego Związku Chłopskiego, Związku Chłopskiego oraz ugrupowania „Zaranie”, powstała kolejna partia. Początkowo nosiła nazwę Polskie Stronnictwo Ludowe w Królestwie Polskim, ale dla odróżnienia od galicyjskiego PSL „Piast” w 1918 przybrała nazwę PSL „Wyzwolenie”.
W 1931 PSL „Piast” połączyło się z PSL „Wyzwolenie” i Stronnictwem Chłopskim (składającym się ze środowisk dawnych PSL Lewicy, Związku Chłopskiego oraz Jedności Ludowej), tworząc Stronnictwo Ludowe.
W czasie II wojny światowej działacze dawnego PSL współtworzyli rząd na uchodźstwie, a w kraju zorganizowali oddziały partyzanckie współpracujące z AK o nazwie Bataliony Chłopskie. Pod koniec wojny premierem rządu na uchodźstwie został Stanisław Mikołajczyk, lider SL „Roch”. Bezpośrednio po wojnie wrócił on do Polski i reaktywował partię (SL, potem PSL). W wyniku zlikwidowania przez władze stalinowskie podziemia niepodległościowego rozbiciu struktur oporu społecznego PSL Mikołajczyka stało się jedyną platformą opozycji, jaka sprzeciwiała się porządkowi wprowadzonemu przez nowe władze. PSL stało się głównym przedmiotem ataku ze strony komunistów, którzy już wcześniej zmontowali swoje Stronnictwo Ludowe. W wyniku rozłamu powstało też PSL „Nowe Wyzwolenie”, które w wyborach startowało oddzielnie. Ataki w trakcie kampanii referendalnej w 1946 oraz wyborczej w 1947 doprowadziły do rozbicia partii na nurt „konserwatywny” i „ugodowy”. W czasie kampanii przed wyborami do Sejmu Ustawodawczego w 1947, władze komunistyczne powołały Państwową Komisję Bezpieczeństwa, której zadaniem miało być koordynowanie działań aparatu represji MBP, LWP, UB, MO, ORMO i KBW wobec działaczy ludowych. Aresztowano wówczas ok. 80 tysięcy lokalnych działaczy PSL, bojówki PPR i UB zamordowały skrytobójczo 200 ludowców. Ostatecznie z powodu sfałszowania wyniku wyborów w Sejmie PSL miał 28 mandatów na 444 miejsca. Pod koniec 1948 stronnictwo liczyło tylko ok. 30 tys. członków. Prezesem szczątkowego PSL został Józef Niećko, a resztki partii połączyły się z prokomunistycznym Stronnictwem Ludowym w 1949, tworząc Zjednoczone Stronnictwo Ludowe (ZSL).

### III Rzeczpospolita

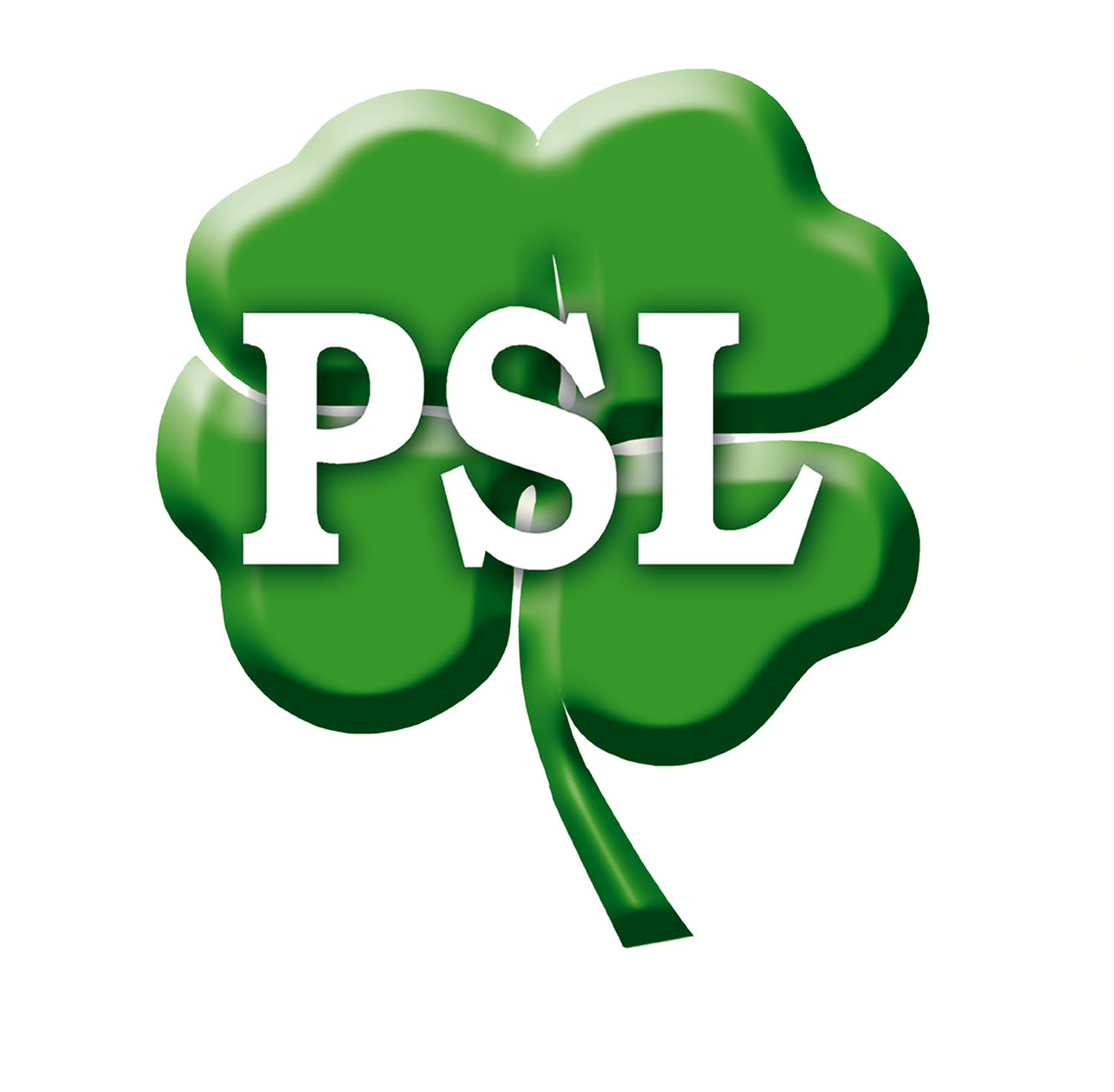
Logo PSL do maja 2016

Przedostatni prezes ZSL Roman Malinowski, po wyborach parlamentarnych w 1989 i niepowodzeniu misji utworzenia rządu przez Czesława Kiszczaka, zawarł z Lechem Wałęsą porozumienie, które odebrało większość w Sejmie PZPR i umożliwiło powstanie rządu Tadeusza Mazowieckiego. Marszałkiem Sejmu był wówczas ludowiec Mikołaj Kozakiewicz (pełnił tę funkcję w latach 1989–1991).
5 maja 1990 (na Kongresie Jedności PSL) partia PSL „Odrodzenie” (będąca kontynuacją ZSL) oraz powstałe w 1989 wilanowskie PSL połączyły się, tworząc PSL. Początkowo wpływowe stanowiska w partii zajęli członkowie NSZZ RI „Solidarność”, w tym Roman Bartoszcze, który został pierwszym prezesem PSL. Na czele Rady Naczelnej stanął Roman Jagieliński. W pierwszych wolnych wyborach prezydenckich Roman Bartoszcze został kandydatem partii na prezydenta. Zdobył 1 176 175 głosów (7,15%), co dało mu przedostatnie, 5. miejsce. Po dymisji premiera Tadeusza Mazowieckiego PSL nie weszło w skład nowego rządu, na czele którego stanął Jan Krzysztof Bielecki z Kongresu Liberalno-Demokratycznego.
W połowie 1991 władzę w PSL przejęła grupa młodych działaczy wywodzących się ze Związku Młodzieży Wiejskiej, na czele z Waldemarem Pawlakiem, który został nowym prezesem partii. Stało się to 29 czerwca, w czasie nadzwyczajnego kongresu Stronnictwa, na którym przyjęto też statut, program i deklarację ideową partii. Przewodniczącym Rady Naczelnej został Józef Zych. Jesienią tego samego roku w pierwszych w pełni wolnych wyborach parlamentarnych utworzony przez PSL komitet wyborczy „PSL Sojusz Programowy” zdobył 8,67% głosów, co dało 48 mandatów poselskich. Wicemarszałkiem Sejmu z ramienia PSL został Józef Zych. Początkowo partia nie udzieliła poparcia rządowi Jana Olszewskiego (klub wstrzymał się od głosu), natomiast po jego powołaniu umiarkowanie go wspierała. 5 czerwca 1992 przy głosowaniu nad wotum nieufności dla rządu PSL poparło jednak ten wniosek. Następcą Jana Olszewskiego na stanowisku premiera został Waldemar Pawlak (poparty przez koalicję UD-SLD-PSL-KPN-KLD-PPG), któremu nie udało się sformować rządu, a PSL znalazło się ponownie w opozycji. W listopadzie tego samego roku odbył się III kongres partii.

#### Koalicja SLD-PSL (1993–1997)
W wyborach parlamentarnych w 1993 PSL wystartowało pod hasłami: („Żywią, bronią, gospodarują” i „Polsce potrzebny jest dobry gospodarz”). Partia zajęła drugie miejsce (uzyskując 15,4% głosów, otrzymując 132 mandaty poselskie i 36 senatorskich) i weszła w koalicję rządową z SLD. W październiku tego samego roku powołano rząd z Waldemarem Pawlakiem na czele, a marszałkiem Senatu został Adam Struzik. W następnym roku partia zdobyła około 10 tysięcy mandatów w wyborach samorządowych i większość stanowisk marszałków województw. Waldemar Pawlak był premierem rządu do marca 1995. W tym samym roku został on kandydatem PSL w wyborach prezydenckich. Zdobył 770 417 głosów (4,31%), co dało mu 5. miejsce spośród 13 kandydatów. Marszałkiem Sejmu w latach 1995–1997 był Józef Zych.

#### W opozycji (1997–2001)
W wyborach parlamentarnych w 1997 PSL uzyskało 7,3% głosów i 27 mandatów poselskich oraz 3 senatorskie. Stosunkowo słaby wynik spowodował ustąpienie Waldemara Pawlaka i przejście partii do opozycji. 11 października 1997 na posiedzeniu Rady Naczelnej PSL na jego następcę wybrano Jarosława Kalinowskiego. Na stanowisku przewodniczącego RN Józefa Zycha zastąpił Alfred Domagalski. 20 października 1997 Franciszek Jerzy Stefaniuk został z ramienia PSL wicemarszałkiem Sejmu. W wyborach samorządowych w 1998 PSL uczestniczyło, wraz z Unią Pracy i Krajową Partią Emerytów i Rencistów, w ramach koalicji Przymierze Społeczne (pod hasłem „Nie traćcie wiary w lepszą przyszłość Polski”) zdobyło 4583 mandaty radnych, w tym 3153 do rad gmin, 1341 do rad powiatów i 89 do sejmików wojewódzkich. W dniach 24–25 marca 2000 odbył się VII Kongres PSL pod hasłem „Czas, by państwo służyło ludziom”, w którym uczestniczyło 703 delegatów. Kongres przyjął nowy program partii. Jarosław Kalinowski ponownie został wybrany na prezesa. W nowym składzie Rady Naczelnej przewodniczącym został Franciszek Jerzy Stefaniuk. W maju tego samego roku Jarosław Kalinowski został kandydatem na prezydenta RP. W wyborach prezydenckich otrzymał 269 316 wyborców (5,9%), co dało mu 5. miejsce spośród 12 kandydatów.

#### Koalicja SLD-PSL-UP (2001–2003)
W wyborach parlamentarnych w 2001 partia uzyskała 8,98% głosów, co dało jej 42 mandaty poselskie i 4 senatorskie (hasłem wyborczym było „Blisko ludzkich spraw”). Po raz drugi weszła w koalicję rządową z SLD, obejmując stanowisko wicepremiera z ministerstwem rolnictwa i rozwoju wsi (otrzymał je Jarosław Kalinowski), ministerstwo środowiska (otrzymał je Stanisław Żelichowski) i stanowisko wicemarszałka Sejmu (otrzymał je Janusz Wojciechowski).
W wyborach samorządowych w 2002 partia uzyskała 4986 mandatów (10,65% wszystkich w Polsce). Z PSL związanych było 275 z 1569 wójtów i 58 z 773 burmistrzów. PSL współrządziło w wielu sejmikach wojewódzkich – w jednych z SLD, w innych (np. na Mazowszu) z opozycją wobec ówczesnego rządu.

#### W opozycji (2003–2007)
W 2003 partia została usunięta przez premiera Leszka Millera z koalicji rządowej za głosowanie przeciwko jednemu z rządowych projektów. Od tego czasu pozostawało w opozycji do rządu SLD-UP, zbliżając się do ugrupowań prawicowych. Od stycznia do kwietnia 2004 PSL współtworzyło federacyjny klub poselski z Polskim Blokiem Ludowym. 16 marca 2004 Jarosław Kalinowski ustąpił z funkcji prezesa partii, stając na czele Rady Naczelnej. Nowym prezesem został Janusz Wojciechowski. W tym samym roku w wyborach europejskich partia uzyskała 6,34%, co dało jej 4 mandaty w Parlamencie Europejskim. Po objęciu jednego z nich przez Janusza Wojciechowskiego wicemarszałkiem Sejmu z ramienia PSL został Józef Zych. W 2005 prezesem ugrupowania został Waldemar Pawlak. W wyborach parlamentarnych w tym samym roku PSL otrzymało 6,96% głosów, uzyskując 25 mandatów poselskich i 2 senatorskie. Z list ugrupowania startowali m.in. kandydaci Ruchu Autonomii Śląska. Partia ponownie znalazła się w opozycji wobec rządu, a Jarosław Kalinowski został wicemarszałkiem Sejmu. W 2006 z PSL odeszło 3 z 4 eurodeputowanych i założyło PSL „Piast”.
W wyborach samorządowych w 2006 ludowcy otrzymali 4840 mandatów radnych w skali kraju (najwięcej spośród wszystkich komitetów). PSL uzyskało w gminach 3890 mandatów, w powiatach 867, a w sejmikach wojewódzkich 83. Listy wyborcze blokowało głównie z Platformą Obywatelską.

#### Koalicja PO-PSL (2007–2015)

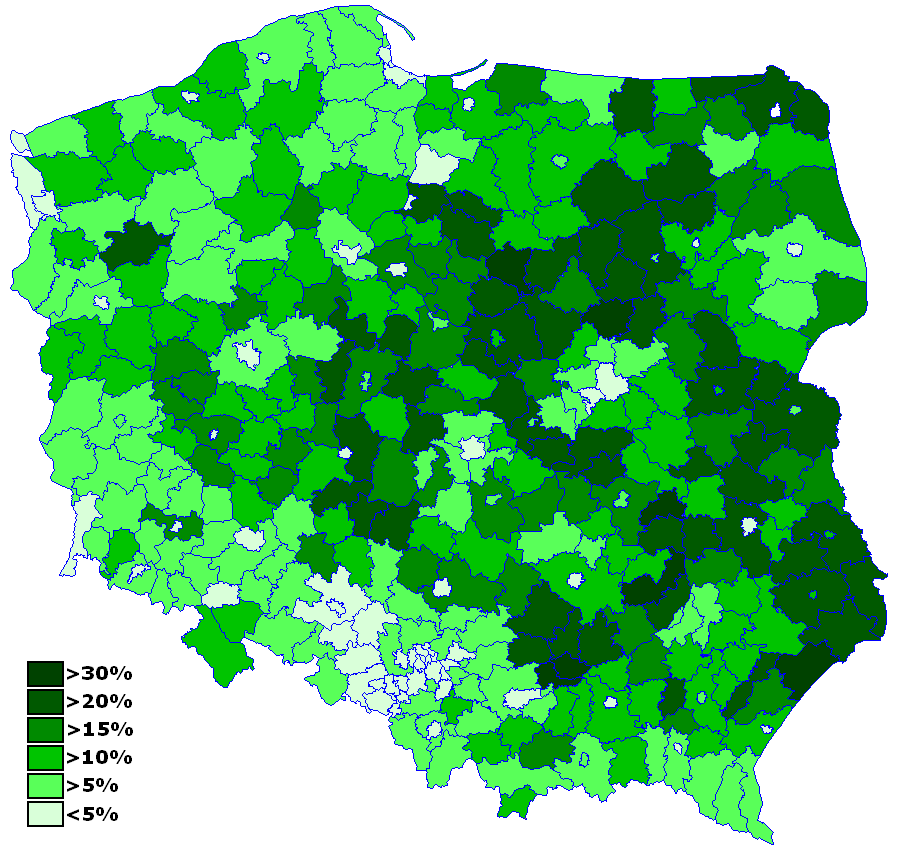
Wyniki PSL w wyborach w 2007 (w poszczególnych powiatach)

Po wygranych przez Platformę Obywatelską przedterminowych wyborach w 2007, w których PSL zdobyło 8,91%, co dało 31 mandatów, weszło ono do koalicji rządowej, w której otrzymało stanowisko wicepremiera i ministra gospodarki (został nim Waldemar Pawlak), stanowisko ministra rolnictwa i rozwoju wsi (objął je Marek Sawicki) oraz stanowisko ministra pracy i polityki społecznej (objęła je Jolanta Fedak). Hasłem wyborczym partii było „Porozumienie służy ludziom”. W 2009, w kolejnych wyborach do Parlamentu Europejskiego, PSL zdobyło 3 mandaty (7,01%). Po objęciu jednego z nich przez Jarosława Kalinowskiego wicemarszałkiem Sejmu została Ewa Kierzkowska.
10 kwietnia 2010 na pokładzie samolotu do Katynia wraz z prezydentem Lechem Kaczyńskim znaleźli się również posłowie Polskiego Stronnictwa Ludowego. W katastrofie lotniczej w Smoleńsku zginęli wówczas członkowie Rady Naczelnej PSL: Leszek Deptuła, Wiesław Woda i Edward Wojtas. W zarządzonych w związku z katastrofą przedterminowych wyborach prezydenckich kandydatem partii został Waldemar Pawlak, który otrzymał 294 273 głosów (1,75%), zajmując 5. miejsce spośród 10 kandydatów (w II turze PSL nie poparło oficjalnie żadnego kandydata). W wyborach uzupełniających do Senatu w okręgu płocko-ciechanowskim, zarządzonych po śmierci w katastrofie senator PiS Janiny Fetlińskiej, kandydat PSL Michał Boszko uzyskał pierwszy w VII kadencji Senatu mandat przypadający partii.
W wyborach samorządowych w 2010 PSL uzyskało 16,3% głosów w wyborach do sejmików wojewódzkich, w których otrzymało 93 mandaty (3. wynik w skali kraju). W sejmiku świętokrzyskim partia otrzymała najwięcej mandatów. We wszystkich sejmikach PSL znalazło się w koalicjach rządzących z PO (w niektórych z nich także z innymi koalicjantami), w czterech województwach otrzymując stanowiska marszałków (w jednym województwie PSL z PO w 2013 utraciły władzę, a reprezentant PSL przestał być marszałkiem). W wyborach do rad powiatów komitet PSL uzyskał 15,88% (także trzeci wynik w skali kraju, dało to 999 mandatów), a w wyborach do rad gmin 11% głosów (4381 mandatów, najwięcej w skali kraju). PSL uzyskało w skali kraju najwięcej wójtów (428) i burmistrzów, a w Zgierzu kandydatka partii wygrała wybory na prezydenta. Partia startowała pod hasłem „Człowiek jest najważniejszy”. W marcu 2011 do klubu PSL dołączył drugi z senatorów Norbert Krajczy, wcześniej reprezentujący PiS.
W wyborach parlamentarnych w 2011 PSL uzyskało 8,36% głosów na listy kandydatów do Sejmu, co było 4. wynikiem spośród komitetów wyborczych i pozwoliło na uzyskanie 28 mandatów w tej izbie. Partia uzyskała również 2 mandaty w Senacie. Wicemarszałkiem Sejmu z ramienia PSL został Eugeniusz Grzeszczak. PSL ponownie zostało partnerem PO w koalicji rządowej. Politykom Stronnictwa przypadły te same resorty, co w poprzednim rządzie. Waldemar Pawlak ponownie został wicepremierem i ministrem gospodarki, Marek Sawicki utrzymał tekę ministra rolnictwa i rozwoju wsi, a nowym ministrem pracy i polityki społecznej został Władysław Kosiniak-Kamysz. 7 grudnia 2011, w wyniku wejścia w życie traktatu lizbońskiego, mandat w Parlamencie Europejskim objął polityk PSL Arkadiusz Bratkowski.
W lipcu 2012 na stanowisku ministra rolnictwa i rozwoju wsi Marka Sawickiego zastąpił Stanisław Kalemba. 17 listopada 2012 podczas XI kongresu partii na funkcji prezesa PSL Waldemara Pawlaka zastąpił Janusz Piechociński, który pokonał dotychczasowego prezesa na kongresie stosunkiem głosów 547:530. Dwa dni później Waldemar Pawlak ogłosił podanie się do dymisji (przyjętej następnie przez premiera Donalda Tuska) z funkcji wicepremiera i ministra gospodarki. Odwołany z obu funkcji został 27 listopada. 6 grudnia obydwa te urzędy objął Janusz Piechociński.
Nowy prezes zaproponował współpracę z PSL nowym środowiskom politycznym. W odpowiedzi na to wezwanie w styczniu 2013 do klubu PSL dołączył poseł Andrzej Dąbrowski (który przeszedł z Solidarnej Polski), a następnie PSL podjęło kilkumiesięczną współpracę programową z partią Polska Jest Najważniejsza (tworząc konwersatorium „Centrum dla Polaków”). W ramach CdP odbyły się dwie debaty (w drugiej wzięło udział również Stronnictwo Konserwatywno-Ludowe). 11 grudnia tego samego roku klub został z kolei poszerzony o czworo posłów, którzy uprzednio tworzyli koło poselskie Inicjatywa Dialogu. W styczniu 2014 PSL podjęło decyzję o nawiązaniu współpracy z SKL i Samoobroną, jednak SKL już w lutym zgłosiło akces do Polski Razem Jarosława Gowina, zaś rozmowy PSL o wspólnym starcie wyborczym z Samoobroną nie zakończyły się porozumieniem. W marcu poseł Andrzej Dąbrowski opuścił PSL (związał się następnie z PRJG).
W wyborach do Parlamentu Europejskiego w 2014 PSL uzyskało 6,8% głosów, zajmując 5. miejsce i uzyskując 4 mandaty.
W wyborach samorządowych w tym samym roku PSL uzyskało 23,88% głosów w wyborach do sejmików województw, co przełożyło się na 157 mandatów. Był to 3. wynik w skali kraju (nieznacznie gorszy niż Prawa i Sprawiedliwości oraz Platformy Obywatelskiej). W czterech województwach PSL zdobyło najwięcej głosów, a w dwóch województwach najwięcej mandatów. We wszystkich oprócz podkarpackiego weszło w skład koalicji rządzącej z PO (w śląskim także z SLD i od czerwca 2015 z RAŚ), otrzymując 5 stanowisk marszałków województw (w listopadzie 2015 PSL przeszło do opozycji w województwie lubuskim). PSL zdobyło ponadto najwięcej mandatów w radach powiatów oraz w radach gmin, a 3 członków partii (w tym 1 reprezentujący KW PSL) zostało prezydentami miast. Stronnictwo zdobyło ogółem najwięcej stanowisk włodarzy.
18 grudnia 2014 do klubu parlamentarnego PSL przeszło sześciu (większość) dotychczasowych posłów koła poselskiego Bezpieczeństwo i Gospodarka, w tym jego szef Artur Dębski (jeden z tych posłów Artur Górczyński 8 kwietnia 2015 przeszedł do klubu SLD). Z początkiem lutego 2015 klub zasilił dotychczas niezależny poseł John Godson (wcześniej reprezentujący PO i Polskę Razem).
Kandydatem partii w wyborach prezydenckich w 2015 został marszałek województwa świętokrzyskiego, wiceprezes partii Adam Jarubas. Zajął on 6. miejsce spośród 11 kandydatów, uzyskując 238 761 (1,6%) głosów. Przed II turą PSL zaangażowało się w kampanię wówczas urzędującego prezydenta Bronisława Komorowskiego.

#### W opozycji (2015–2023)
W wyborach parlamentarnych w 2015 PSL uzyskało 5,13% głosów do Sejmu (był to 6. wynik spośród wszystkich komitetów, a 5. wśród tych, które uzyskały mandaty), zdobywając 16 mandatów poselskich. Był to najsłabszy w historii rezultat partii w wyborach parlamentarnych. W Senacie PSL zdobyło 1 mandat. 7 listopada tego samego roku Janusz Piechociński zrezygnował z funkcji prezesa partii, a na nowego szefa PSL wybrano Władysława Kosiniaka-Kamysza. Po ośmiu latach uczestnictwa w koalicji rządzącej PSL przeszło do opozycji wobec rządu PiS, Polski Razem (od 2017 Porozumienia) i Solidarnej Polski. W nowym Sejmie nie otrzymało funkcji wicemarszałka.
PSL współtworzyło w maju 2016 koalicję Wolność Równość Demokracja, powołaną pod patronatem Komitetu Obrony Demokracji (przyjęło jednak w pewnym stopniu zdystansowane stanowisko wobec działań KOD).
W 2016 jedyny senator PSL opuścił klub tej partii, a w 2017 i 2018 uczyniło to dwoje posłów. Wszyscy znaleźli się w klubie parlamentarnym PiS (dwóch z nich przystąpiło do Porozumienia). 22 stycznia 2018, w związku z utratą przez PSL liczby posłów potrzebnej do utrzymania klubu poselskiego, przystąpił do niego Michał Kamiński z Unii Europejskich Demokratów, której liderzy wspólnie z liderami PSL zadeklarowali chęć powołania wspólnego klubu federacyjnego. 8 lutego 2018 powołano Klub Poselski Polskiego Stronnictwa Ludowego – Unii Europejskich Demokratów, w skład którego weszli wszyscy posłowie PSL i UED (jeden z posłów UED, wiceszef klubu Jacek Protasiewicz, w grudniu tego samego roku w wyniku porozumienia trzech partii przeszedł do klubu Nowoczesnej, by został on reaktywowany). 16 października tego samego roku PSL ponownie zyskało reprezentanta w Senacie, poprzez przystąpienie do partii byłego senatora PO Jana Filipa Libickiego.
W wyborach samorządowych w 2018 PSL uzyskało 12,07% głosów w wyborach do sejmików województw, co przełożyło się na 70 mandatów. Był to 3. wynik w skali kraju. 2. wynik w skali kraju PSL uzyskało w wyborach do rad powiatów i do rad gmin do 20 tys. mieszkańców, a do rad gmin powyżej 20 tys. mieszkańców 3. wynik. Członkowie PSL zdobyli najwięcej stanowisk wójtów i włodarzy ogółem (komitet partii zaś mniej niż komitet PiS). W wyborach na prezydentów miast kandydat komitetu PSL ponownie wygrał w Ciechanowie, a członek PSL także w Elblągu. W połowie regionów PSL weszło w skład koalicji rządzących, otrzymując miejsca w zarządach województw. W mazowieckim i warmińsko-mazurskim utrzymało stanowiska marszałków. Przedstawicielka ugrupowania (wybrana z listy BS) stanęła na czele sejmiku lubuskiego.
23 lutego 2019 Rada Naczelna PSL podjęła decyzję o współtworzeniu Koalicji Europejskiej (wraz z PO, Nowoczesną, SLD i Zielonymi) na wybory do Parlamentu Europejskiego w tym samym roku. Kandydaci PSL obsadzili 17 ze 130 miejsc na jej listach wyborczych (jedno z nich przypadło przewodniczącej UED). W trzech z 13 okręgów działacze PSL zostali liderami list. Przedstawiciele PSL uzyskali 3 z 22 mandatów, jakie przypadły KE. Zdobyli 4,55% głosów w skali kraju, tj. 11,83% w ramach KE (łącznie z wynikiem szefowej UED odpowiednio 4,6% i 11,95%).
1 czerwca 2019 Rada Naczelna PSL opowiedziała się za budową wokół tej partii centrowo-chadeckiej Koalicji Polskiej, mającej wystartować w jesiennych wyborach parlamentarnych. 4 lipca klub parlamentarny PSL-UED poszerzył się o dwóch prawicowych posłów wykluczonych wcześniej z PO (m.in. Marka Biernackiego) oraz niezrzeszonego dotychczas posła Nowoczesnej, przekształcając się w klub PSL-Koalicja Polska. 8 sierpnia Polskie Stronnictwo Ludowe zawarło porozumienie z ruchem Kukiz’15, który stał się najsilniejszym poza PSL podmiotem KP. Obie formacje przyjęły wspólne postulaty dotyczące m.in. mieszanej ordynacji wyborczej, powszechnych wyborów Prokuratora Generalnego, e-votingu, możliwości odwołania posła, emerytury bez podatku, deregulacji gospodarki, ulgi podatkowej na OZE, czy też pakietu antykorupcyjnego. Koalicja Polska (w składzie której znalazły się także m.in. partie UED, Ślonzoki Razem, SD i Polska Nas Potrzebuje) wystartowała w wyborach jako komitet wyborczy PSL. Uzyskał on 8,55% głosów, zajmując 4. miejsce i zdobywając 30 mandatów w Sejmie oraz 3 w Senacie. Poza reprezentantami PSL, mandaty w Sejmie uzyskało sześcioro przedstawicieli ruchu Kukiz’15, jeden UED oraz trzy osoby niezależne w ramach KP, a w Senacie polityk UED. PSL pozostało po wyborach w opozycji. Parlamentarzyści wybrani z ramienia komitetu PSL powołali klub Koalicja Polska – PSL-Kukiz15, na czele którego stanął prezes PSL. Sekretarz PSL Piotr Zgorzelski został wicemarszałkiem Sejmu. 10 grudnia tego samego roku, w ramach klubu parlamentarnego Koalicja Polska – PSL-Kukiz15, senatorowie KP powołali koło senatorów Koalicja Polska-PSL.
14 grudnia 2019 kandydatem PSL w wyborach prezydenckich w 2020 został ogłoszony prezes partii i szef klubu parlamentarnego KP Władysław Kosiniak-Kamysz (poparły go również ugrupowania pozostające w Koalicji Polskiej, jak Kukiz’15, UED czy ŚR). W czerwcowych wyborach otrzymał on 459 365 głosów (2,36%), zajmując 5. miejsce spośród 11 kandydatów. W lipcowej II turze PSL nie udzieliło oficjalnego poparcia żadnemu z kandydatów, jednak osoby zajmujące najwyższe funkcje w partii (w tym prezes) opowiedziały się za Rafałem Trzaskowskim.
W listopadzie 2020 PSL zakończyło współpracę z Kukiz’15, w związku z czym klub parlamentarny przyjął nazwę Koalicja Polska – PSL, UED, Konserwatyści. W 2021 środowisko „Konserwatystów” w klubie KP zasilili parlamentarzyści reprezentujący wcześniej PO – senator Kazimierz Michał Ujazdowski i poseł Ireneusz Raś, w 2022 założyli oni działającą w ramach KP partię Centrum dla Polski. W lipcu 2023 do środowiska „Konserwatystów” w klubie KP dołączyło troje posłów Porozumienia (w tym prezes partii Magdalena Sroka), kilka tygodni później wystąpili oni z tej partii.
Na kongresie PSL 4 grudnia 2021 Jarosława Kalinowskiego na funkcji przewodniczącego Rady Naczelnej zastąpił Waldemar Pawlak.
7 lutego 2023 Władysław Kosiniak-Kamysz i Szymon Hołownia ogłosili nawiązanie współpracy programowej pomiędzy Koalicją Polską i Polską 2050. 27 kwietnia tego samego roku poinformowali o zawarciu umowy koalicyjnej pomiędzy PSL i Polską 2050 o wspólnym starcie w wyborach parlamentarnych w 2023. 15 maja ogłosili nazwę koalicji – Trzecia Droga.

#### Koalicja KO-TD-Lewica (od 2023)
W wyborach w 2023 Trzecia Droga uzyskała 14,4% głosów, zajmując 3. miejsce. Kandydatom z puli PSL przypadły 32 z 65 mandatów dla TD w Sejmie i 6 z 11 mandatów dla TD w Senacie (z czego 5 mandatów poselskich zdobyli „Konserwatyści”, w tym 3 członkowie CdP, a po jednym mandacie senatorskim politycy CdP i UED; spośród grona „Konserwatystów” posłanka Magdalena Sroka wstąpiła jednak w nowej kadencji do PSL). W Sejmie Koalicja Polska powołała odrębny klub pod nazwą PSL–Trzecia Droga, zaś w Senacie powstał wspólny klub TD (KP, w ramach której do środowiska „Konserwatystów” dołączył wybrany z własnego komitetu były senator PSL Józef Zając, oraz Polski 2050). Piotr Zgorzelski utrzymał stanowisko wicemarszałka Sejmu. PSL wraz z całą TD przystąpiło do nowej koalicji rządzącej wraz z Koalicją Obywatelską (skupioną wokół PO) i Lewicą (skupioną wokół Nowej Lewicy). Władysław Kosiniak-Kamysz objął stanowiska wicepremiera i ministra obrony narodowej, Krzysztof Hetman został ministrem rozwoju i technologii, Dariusz Klimczak ministrem infrastruktury, a Czesław Siekierski ministrem rolnictwa i rozwoju wsi.
W wyborach samorządowych w 2024 PSL ponownie powołało wraz z Polską 2050 komitet TD, z ramienia którego wystawiło kandydatów do sejmików i częściowo na niższych szczeblach. W wyborach do sejmików kandydatom z puli PSL przypadło 58 z 80 mandatów dla komitetu TD (uzyskali je we wszystkich województwach); kandydaci ściśle związani z partią otrzymali ich 54. Krzysztof Kosiński uzyskał reelekcję na prezydenta Ciechanowa. W 3/4 województw PSL weszło w skład koalicji rządzących (zasiadając przy tym w zarządach), a w dolnośląskim i mazowieckim jego działacze zostali wybrani na marszałków.
W wybory do Parlamentu Europejskiego w tym samym roku PSL ponownie wystartowało w ramach TD. Członkowie partii otworzyli listy w 5 z 13 okręgów na listach koalicji. Komitet otrzymał 6,91% głosów, zajmując 4. miejsce i otrzymując 3 mandaty, z których 2 przypadły przedstawicielom PSL. Wybranego do PE Krzysztofa Hetmana na funkcji ministra rozwoju i technologii zastąpił Krzysztof Paszyk.
W wyborach prezydenckich w 2025 PSL poparło kandydaturę marszałka Sejmu i przewodniczącego Polski 2050, Szymona Hołowni (jako wspólnego kandydata TD), który zajął 5. miejsce, uzyskując 4,99% głosów. W II turze PSL poparło (podobnie jak Szymon Hołownia) Rafała Trzaskowskiego z PO. W czerwcu tego samego roku PSL rozluźniło współpracę z Polską 2050 w ramach TD (pozostając we wspólnym klubie w Senacie i wielu samorządach).
24 lipca 2025 na stanowisku ministra rolnictwa i rozwoju wsi Czesława Siekierskiego zastąpił Stefan Krajewski, zlikwidowane zostało Ministerstwo Rozwoju i Technologii kierowane przez Krzysztofa Paszyka, a Miłosz Motyka stanął na czele reaktywowanego Ministerstwa Energii.

## Program polityczny

### Dokumenty programowe
Polskie Stronnictwo Ludowe ogłosiło m.in. następujące dokumenty programowe:
- „Człowiek jest najważniejszy”, 2011.
- „Blisko ludzkich spraw. Deklaracja wyborcza PSL”, 2015.
- „Solidarny Rozwój. Tezy programowe na XII Kongres Polskiego Stronnictwa Ludowego”, 2016.
- „Rzeczpospolita samorządowa. Program wyborczy ludowców na wybory samorządowe 2018”, 2018.
- „Nowy zielony ład”, 2019.
- „Łączymy Polaków”, 2019
- „Program Polskiego Stronnictwa Ludowego”, 2023, wydany pod szyldem KKW Trzecia Droga PSL – PL2050 Szymona Hołowni.

### Gospodarka
Podstawy programu PSL oparte są na zasadach doktryny neoagraryzmu. PSL opowiedziało się w gospodarce za rozwiązaniami takimi, jak:
- wprowadzenie emerytur obywatelskich dla najuboższych,
- powiązanie stażu pracy (40 lat) z wiekiem emerytalnym,
- płaca minimalna w wysokości połowy średniej pensji,
- bezpłatne leki dla seniorów oraz szkolne podręczniki i posiłki,
- rozpowszechnianie odnawialnych źródeł energii,
- wysoka liczba miejsc w żłobkach i przedszkolach,
- brak VAT na artykuły dziecięce,
- wysokie nakłady na inwestycje w rolnictwo oraz na praktyki zawodowe[70].

Partia postuluje też dobrowolny ZUS dla przedsiębiorców. Za priorytet ugrupowanie uznaje projekt „Emerytura bez podatku”, zakładający zniesienie podatku dochodowego od osób fizycznych oraz dla emerytów i rencistów, a także likwidację składki tychże na ubezpieczenie zdrowotne. Partia proponuje także szereg ulg dotyczących rodziny, czy programy dotyczące m.in. osób młodych i niepełnosprawnych. PSL postuluje również szereg rozwiązań w dziedzinie ekologii oraz dotyczących walki ze smogiem. Kładzie też nacisk na kwestie związane ze ochroną zdrowia, z rozwojem kultury w społecznościach lokalnych, z lokalną infrastrukturą oraz z ochotniczymi strażami pożarnymi.

### Ustrój i polityka zagraniczna
PSL postuluje zmianę formuły Senatu na izbę samorządową. Partia opowiada się także za dekoncentracją administracji publicznej, ograniczeniem kompetencji urzędów wojewódzkich, wzmocnieniem rad sołeckich, stabilnym finansowaniem organizacji pozarządowych, usprawnieniem sądów, ustanowieniem dnia referendalnego, czy też wprowadzeniem powszechnych wyborów RPO, Prokuratora Generalnego i Krajowej Rady Sądownictwa.
Partia popierała wejście Polski do Unii Europejskiej pod warunkiem wynegocjowania korzystnych warunków. Po wejściu Polski do UE partia popiera silną integrację europejską i poszerzanie współpracy z krajami członkowskimi na zasadach partnerskich. Opowiada się za dobrymi stosunkami ze wszystkimi sąsiadami.

### Sprawy obyczajowe
W kwestiach światopoglądowych politycy PSL zasadniczo sprzeciwiają się:
- karze śmierci,
- legalizacji eutanazji i aborcji,
- rejestracji związków homoseksualnych[75],
- legalizacji tzw. „narkotyków miękkich”[76].

Opowiadają się natomiast za:
- dopuszczalnością i finansowaniem metody zapłodnienia in vitro dla małżeństw (przy maksymalnie ograniczonej liczbie mrożonych zarodków),
- wsparciem innych metod leczenia niepłodności,
- klauzulą sumienia dla medyków,
- rozwojem ulg dla rodzin wielodzietnych,
- utrzymaniem lekcji religii w szkołach,
- rozwiązaniami zawartymi w konkordacie[75].

W partii nie ma jednak dyscypliny dotyczącej kwestii światopoglądowych.

## Struktura i działacze
Według informacji partii, skupia ona około 100 tysięcy członków, co czyni ją największą partią w Polsce. Ma rozbudowane struktury terenowe obejmujące wszystkie województwa, 90% gmin i w około 35% wsi. Najwyższą władzą w PSL jest zwoływany co 4 lata Kongres, a między Kongresami – Rada Naczelna. Najwyższym organem wykonawczym jest Naczelny Komitet Wykonawczy.

### Władze partii

#### Naczelny Komitet Wykonawczy
Prezes:
- Władysław Kosiniak-Kamysz

Wiceprezesi:
- Andrzej Grzyb
- Krzysztof Hetman
- Adam Jarubas
- Dariusz Klimczak
- Urszula Pasławska
- Adam Struzik

Sekretarze:
- Stefan Krajewski
- Piotr Zgorzelski

Skarbnik:
- Henryk Kiepura

Pozostali członkowie:
- Gustaw Marek Brzezin
- Adam Dziedzic
- Paweł Gancarz
- Adam Gawrylik
- Jarosław Kalinowski
- Krzysztof Klęczar
- Marcin Oszańca
- Krzysztof Paszyk
- Jarosław Rzepa
- Zbigniew Sosnowski
- Stanisław Tomczyszyn

#### Prezydium Rady Naczelnej
Przewodniczący:
- Waldemar Pawlak

Wiceprzewodniczący:
- Henryk Janowicz
- Radosław Król
- Czesław Siekierski
- Zofia Szalczyk

Sekretarze:
- Miłosz Motyka
- Adam Nowak

#### Krajowy Rzecznik Dyscyplinarny
- Stanisław Rakoczy

### Młodzieżówka
Organizacją młodzieżową PSL jest powstałe w 2000 Forum Młodych Ludowców. Wcześniej z partią współpracował Związek Młodzieży Wiejskiej, który jednak całkowicie się usamodzielnił i stał się organizacją apolityczną (przy czym wciąż jego szefowie działają jednocześnie w PSL).

### Prezesi Polskiego Stronnictwa Ludowego

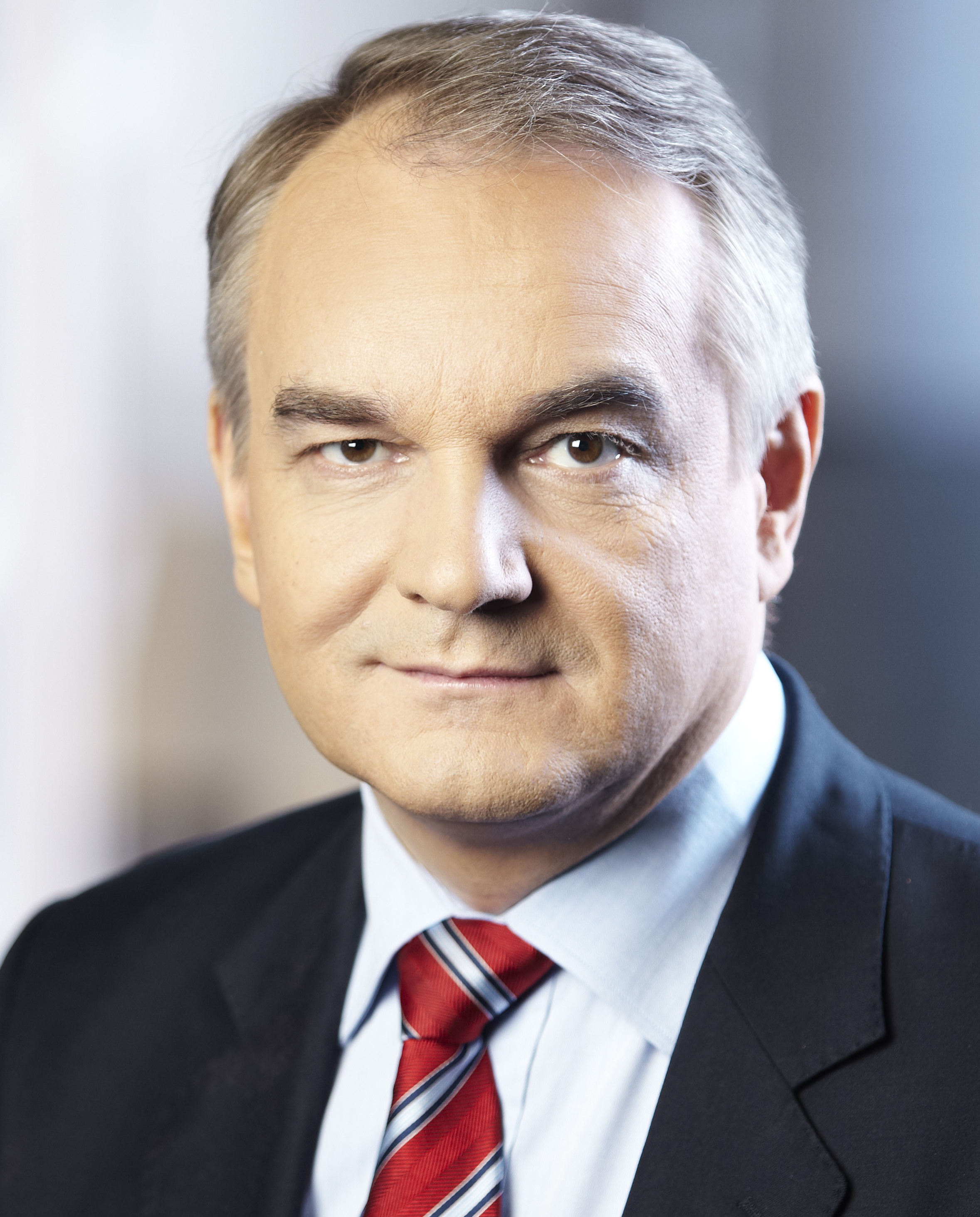
Waldemar Pawlak – premier z ramienia PSL (1992, 1993–1995) oraz prezes partii w latach 1991–1997 i 2005–2012

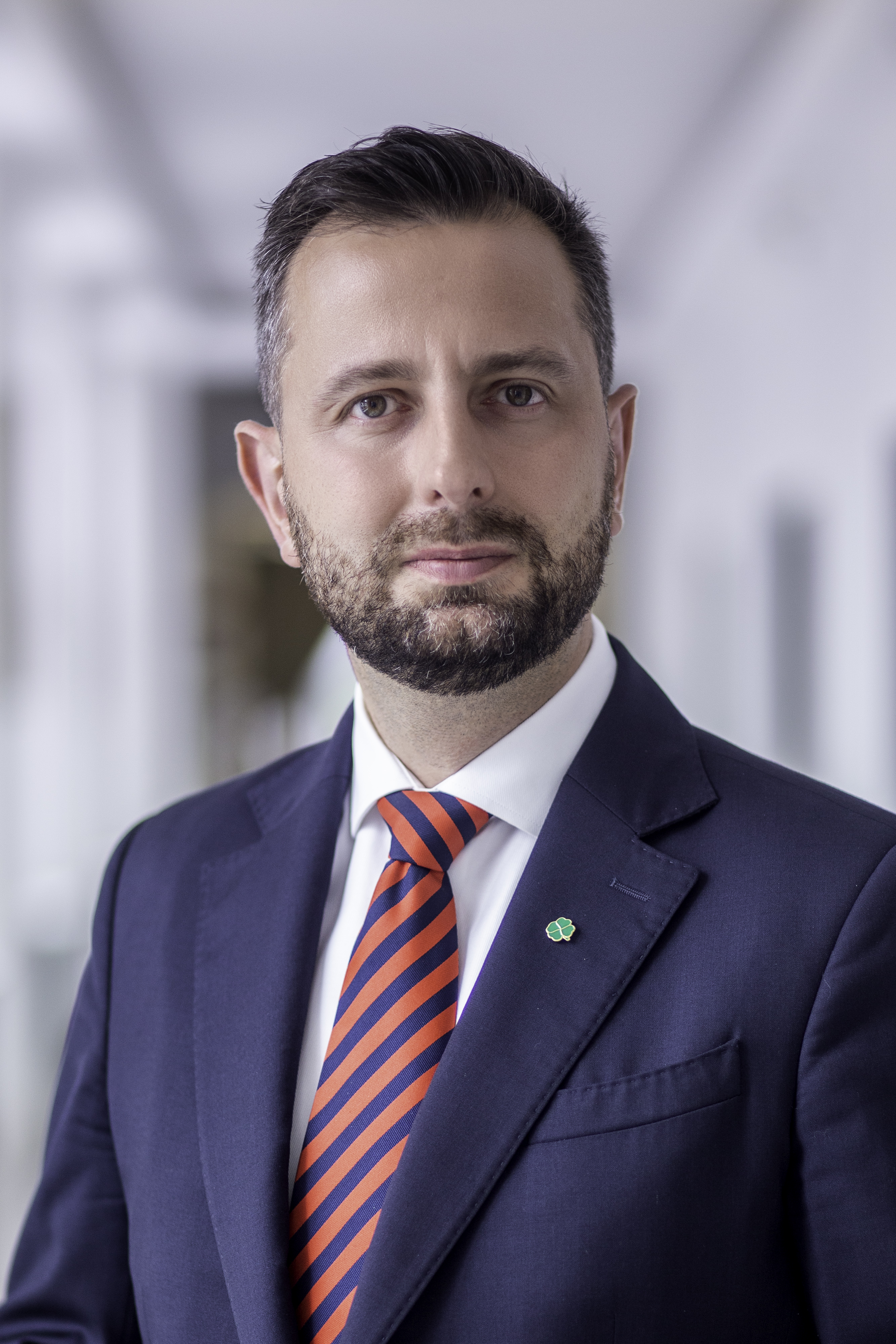
Władysław Kosiniak-Kamysz – prezes partii od 2015

| Lp.  | Portret | Imię i nazwisko           | od                   | do                   |
| ---- | ------- | ------------------------- | -------------------- | -------------------- |
| 1.   |         | Roman Bartoszcze          | 5 maja 1990          | 29 czerwca 1991      |
| 2.   |         | Waldemar Pawlak           | 29 czerwca 1991      | 11 października 1997 |
| 3.   |         | Jarosław Kalinowski       | 11 października 1997 | 16 marca 2004        |
| 4.   |         | Janusz Wojciechowski      | 16 marca 2004        | 29 stycznia 2005     |
| (2.) |         | Waldemar Pawlak           | 29 stycznia 2005     | 17 listopada 2012    |
| 5.   |         | Janusz Piechociński       | 17 listopada 2012    | 7 listopada 2015     |
| 6.   |         | Władysław Kosiniak-Kamysz | 7 listopada 2015     | nadal                |

### Honorowi prezesi PSL
| Lp. | Portret | Imię i nazwisko     | Od                | Do                       |
| --- | ------- | ------------------- | ----------------- | ------------------------ |
| 1.  |         | Franciszek Kamiński | 5 maja 1990       | 24 lutego 2000 (zmarł)   |
| 2.  |         | Tadeusz Nowak       | 29 czerwca 1991   | 10 lutego 1994 (zmarł)   |
| 3.  |         | Edward Kaleta       | 1998              | 3 czerwca 2000 (zmarł)   |
| 4.  |         | Antoni Podraza      | 16 marca 2004     | 28 stycznia 2008 (zmarł) |
| 5.  |         | Józef Zych          | 17 listopada 2012 | nadal                    |

### Przewodniczący Rady Naczelnej PSL
| Lp. | Zdjęcie | Imię i nazwisko      | Od   | Do    |
| --- | ------- | -------------------- | ---- | ----- |
| 1.  |         | Roman Jagieliński    | 1990 | 1991  |
| 2.  |         | Józef Zych           | 1991 | 1997  |
| 3.  |         | Alfred Domagalski    | 1997 | 2000  |
| 4.  |         | Franciszek Stefaniuk | 2000 | 2004  |
| 5.  |         | Jarosław Kalinowski  | 2004 | 2021  |
| 6.  |         | Waldemar Pawlak      | 2021 | nadal |

### Posłowie na Sejm Rzeczypospolitej Polskiej X kadencji (od 2023)
| Posłowie na Sejm Rzeczypospolitej Polskiej X kadencji |
| --- |
| |
| - Władysław Teofil Bartoszewski – sekretarz stanu w Ministerstwie Spraw Zagranicznych - Paweł Bejda – sekretarz stanu w Ministerstwie Obrony Narodowej - Adam Dziedzic - Andrzej Grzyb - Henryk Kiepura – sekretarz stanu w Ministerstwie Edukacji Narodowej - Dariusz Klimczak – minister infrastruktury - Agnieszka Kłopotek - Władysław Kosiniak-Kamysz – wiceprezes Rady Ministrów i minister obrony narodowej - Stefan Krajewski – minister rolnictwa i rozwoju wsi - Mirosław Maliszewski - Urszula Nowogórska - Mirosław Orliński - Urszula Pasławska - Krzysztof Paszyk - Michał Pyrzyk - Wiesław Różyński - Jarosław Rzepa - Tadeusz Samborski - Marek Sawicki - Czesław Siekierski - Henryk Smolarz – od 23 lipca 2024, zastąpił Krzysztofa Hetmana - Zbigniew Sosnowski - Magdalena Sroka - Stanisław Tomczyszyn - Piotr Zgorzelski – szef klubu PSL–Trzecia Droga, wicemarszałek Sejmu - Zbigniew Ziejewski - Jolanta Zięba-Gzik - Bożena Żelazowska – sekretarz stanu w Ministerstwie Kultury i Dziedzictwa Narodowego |

Inni posłowie wybrani w ramach puli PSL z list Trzeciej Drogi w Sejmie IX kadencji (także zasiadający w klubie PSL-TD):
- Marek Biernacki
- Krzysztof Hetman (PSL) – do 10 czerwca 2024, wybrany na posła do Parlamentu Europejskiego
- Radosław Lubczyk (Centrum dla Polski)
- Ireneusz Raś (Centrum dla Polski) – sekretarz stanu w Ministerstwie Sportu i Turystyki
- Jacek Tomczak (Centrum dla Polski)

### Senatorowie XI kadencji (od 2023)
- Ryszard Bober
- Gustaw Marek Brzezin
- Jan Filip Libicki
- Waldemar Pawlak – szef klubu Trzeciej Drogi

Inni senatorowie wybrani w ramach puli PSL z ramienia Trzeciej Drogi w Senacie X kadencji (także zasiadający w klubie TD):
- Michał Kamiński (Unia Europejskich Demokratów) – wicemarszałek Senatu
- Kazimierz Michał Ujazdowski

### Posłowie do Parlamentu Europejskiego X kadencji (od 2024)
- Adam Jarubas
- Krzysztof Hetman

Obaj posłowie PSL należą w Parlamencie Europejskim do Europejskiej Partii Ludowej.

### Posłowie do Parlamentu Europejskiego IX kadencji (2019–2024)
- Adam Jarubas
- Jarosław Kalinowski

Trzeci eurodeputowany PSL, Krzysztof Hetman, 15 października 2023 został wybrany do Sejmu. Wszyscy posłowie PSL należeli w Parlamencie Europejskim do Europejskiej Partii Ludowej.

### Posłowie na Sejm Rzeczypospolitej Polskiej IX kadencji (2019–2023)
| Posłowie na Sejm Rzeczypospolitej Polskiej IX kadencji |
| --- |
| |
| - Władysław Teofil Bartoszewski - Paweł Bejda - Andrzej Grzyb - Mieczysław Kasprzak - Dariusz Klimczak - Władysław Kosiniak-Kamysz – szef klubu Koalicji Polskiej - Stefan Krajewski - Jan Łopata - Mirosław Maliszewski - Urszula Nowogórska - Urszula Pasławska - Krzysztof Paszyk - Jarosław Rzepa - Marek Sawicki - Czesław Siekierski - Piotr Zgorzelski – wicemarszałek Sejmu - Zbigniew Ziejewski - Bożena Żelazowska |

Inni posłowie wybrani z list PSL w Sejmie IX kadencji:
- Marek Biernacki
- Jolanta Fedak (PSL) – do 31 grudnia 2020, zmarła
- Paweł Kukiz (Kukiz’15)
- Dariusz Kurzawa (PSL) – do 23 października 2023, wybrany na wicemarszałka województwa kujawsko-pomorskiego
- Radosław Lubczyk (od 2 maja 2022 Centrum dla Polski)
- Łukasz Mejza (Bezpartyjni Samorządowcy) – od 16 marca 2021, zastąpił Jolantę Fedak
- Jacek Protasiewicz (Unia Europejskich Demokratów)
- Jarosław Sachajko (Kukiz’15)
- Paweł Szramka (Kukiz’15)
- Agnieszka Ścigaj (do 30 listopada 2020 Kukiz’15)
- Jacek Tomczak (od 2 maja 2022 Centrum dla Polski)
- Stanisław Tyszka (Kukiz’15)
- Stanisław Żuk (Kukiz’15)

Łukasz Mejza zasiadł w Sejmie jako poseł niezrzeszony (wstąpił potem ponadto do Partii Republikańskiej). Pozostali posłowie wybrani z list PSL zostali członkami klubu Koalicji Polskiej. Agnieszka Ścigaj opuściła klub 30 listopada 2020, a pozostali posłowie reprezentujący Kukiz’15 9 grudnia 2020 (29 stycznia 2021 powołali koło Kukiz’15 – Demokracja Bezpośrednia). Pod koniec kadencji Agnieszka Ścigaj zasiadała w kole Polskie Sprawy, Stanisław Tyszka w kole Konfederacji (wstąpił ponadto do partii KORWiN/Nowa Nadzieja), a Paweł Szramka w klubie Koalicji Obywatelskiej (został ponadto liderem partii Dobry Ruch; poprzednio zasiadał w kole Polskie Sprawy).

### Senatorowie X kadencji (2019–2023)
- Ryszard Bober – szef koła Koalicja Polska-PSL
- Jan Filip Libicki

Inny senator wybrany z ramienia PSL w Senacie X kadencji (także zasiadający w kole Koalicja Polska – PSL):
- Michał Kamiński (Unia Europejskich Demokratów) – wicemarszałek Senatu

### Posłowie na Sejm Rzeczypospolitej Polskiej VIII kadencji (2015–2019)
| Posłowie na Sejm Rzeczypospolitej Polskiej VIII kadencji |
| --- |
| |
| - Paweł Bejda - Krystian Jarubas - Mieczysław Kasprzak - Eugeniusz Kłopotek - Władysław Kosiniak-Kamysz – szef klubu PSL-Koalicja Polska - Kazimierz Kotowski - Jan Łopata - Mirosław Maliszewski - Urszula Pasławska - Krzysztof Paszyk - Marek Sawicki - Zbigniew Sosnowski - Genowefa Tokarska - Piotr Walkowski – od 12 czerwca 2019, zastąpił Andżelikę Możdżanowską - Piotr Zgorzelski |

Inni posłowie PSL w Sejmie VIII kadencji:
- Mieczysław Baszko (Porozumienie) – do 22 stycznia 2018, przeszedł do klubu Prawa i Sprawiedliwości
- Michał Kamiński (Unia Europejskich Demokratów) – od 22 stycznia 2018, przeszedł z koła UED; do 8 lutego 2018, w wyniku przekształcenia klubu został przedstawicielem UED w klubie PSL-UED
- Andżelika Możdżanowska – do 19 lipca 2017, została posłanką niezrzeszoną (następnie klub Prawa i Sprawiedliwości)

### Senatorowie IX kadencji (2015–2019)
- Jan Filip Libicki – od 16 października 2018, wybrany z ramienia Platformy Obywatelskiej

Inny senator PSL w Senacie IX kadencji:
- Józef Zając – do 21 kwietnia 2016, został senatorem niezrzeszonym; od 15 czerwca 2016, przeszedł z Koła Senatorów Niezależnych; do 14 listopada 2016, przeszedł do klubu Prawa i Sprawiedliwości (następnie także partie Polska Razem i Porozumienie)

### Posłowie do Parlamentu Europejskiego VIII kadencji (2014–2019)
- Andrzej Grzyb
- Krzysztof Hetman
- Jarosław Kalinowski
- Czesław Siekierski

Wszyscy posłowie PSL należeli w Parlamencie Europejskim do Europejskiej Partii Ludowej.

### Posłowie na Sejm Rzeczypospolitej Polskiej VII kadencji (2011–2015)
| Posłowie na Sejm Rzeczypospolitej Polskiej VII kadencji |
| --- |
| |
| - Bartłomiej Bodio – od 11 grudnia 2013, przeszedł z Inicjatywy Dialogu, wybrany z listy Ruchu Palikota - Edmund Borawski - Artur Bramora – od 11 grudnia 2013, przeszedł z Inicjatywy Dialogu, wybrany z listy Ruchu Palikota - Krzysztof Borkowski - Jan Bury – szef klubu PSL - Artur Dębski – od 18 grudnia 2014, przeszedł z Bezpieczeństwa i Gospodarki, wybrany z listy Ruchu Palikota - Dariusz Dziadzio – od 11 grudnia 2013, przeszedł z Inicjatywy Dialogu, wybrany z listy Ruchu Palikota - Romuald Garczewski – od 13 stycznia 2015, zastąpił Jarosława Górczyńskiego - John Godson – od 1 lutego 2015, wybrany z listy Platformy Obywatelskiej - Marek Gos, zastąpił Adama Jarubasa - Eugeniusz Grzeszczak – wicemarszałek Sejmu - Stanisław Kalemba - Mieczysław Kasprzak - Eugeniusz Kłopotek - Henryk Kmiecik – od 18 grudnia 2014, przeszedł z Bezpieczeństwa i Gospodarki, wybrany z listy Ruchu Palikota - Jan Łopata - Tomasz Makowski – od 18 grudnia 2014, przeszedł z Bezpieczeństwa i Gospodarki, wybrany z listy Ruchu Palikota - Mirosław Maliszewski - Elżbieta Nawrocka – od 18 lutego 2015, zastąpiła Mieczysława Łuczaka - Krystyna Ozga - Michał Pacholski – od 18 grudnia 2014, przeszedł z Bezpieczeństwa i Gospodarki, wybrany z listy Ruchu Palikota - Urszula Pasławska – od 13 stycznia 2015, zastąpiła Zbigniewa Włodkowskiego - Mirosław Pawlak - Waldemar Pawlak - Janusz Piechociński – wiceprezes Rady Ministrów i minister gospodarki - Józef Racki - Paweł Sajak – od 18 grudnia 2014, przeszedł z Bezpieczeństwa i Gospodarki, wybrany z listy Ruchu Palikota - Marek Sawicki – minister rolnictwa i rozwoju wsi - Henryk Smolarz, zastąpił Krzysztofa Hetmana - Zbigniew Sosnowski - Franciszek Stefaniuk - Andrzej Sztorc - Halina Szymiec-Raczyńska – od 11 grudnia 2013, przeszła z Inicjatywy Dialogu, wybrana z listy Ruchu Palikota - Genowefa Tokarska - Piotr Walkowski - Piotr Zgorzelski - Józef Zych - Stanisław Żelichowski |

Inni posłowie PSL w Sejmie VII kadencji:
- Andrzej Dąbrowski – od 10 stycznia 2013, przeszedł z Solidarnej Polski, wybrany z listy Prawa i Sprawiedliwości; do 10 marca 2014, został posłem niezrzeszonym (następnie klub Zjednoczona Prawica i partia Polska Razem)
- Artur Górczyński – od 18 grudnia 2014, przeszedł z Bezpieczeństwa i Gospodarki, wybrany z listy Ruchu Palikota; do 8 kwietnia 2015, przeszedł do klubu Sojuszu Lewicy Demokratycznej
- Jarosław Górczyński – do 10 grudnia 2014, wybrany na prezydenta Ostrowca Świętokrzyskiego
- Krzysztof Hetman – nie złożył ślubowania, pozostał na stanowisku marszałka województwa lubelskiego
- Adam Jarubas – nie złożył ślubowania, pozostał na stanowisku marszałka województwa świętokrzyskiego
- Mieczysław Łuczak – do 2 lutego 2015, powołany na wiceprezesa Najwyższej Izby Kontroli
- Zbigniew Włodkowski – do 2 grudnia 2014, wybrany na burmistrza Orzysza

### Senatorowie VIII kadencji (2011–2015)
- Andżelika Możdżanowska – sekretarz stanu w KPRM
- Józef Zając

### Posłowie do Parlamentu Europejskiego VII kadencji (2009–2014)
- Arkadiusz Bratkowski – od 7 grudnia 2011, w wyniku wejścia w życie traktatu lizbońskiego
- Andrzej Grzyb
- Jarosław Kalinowski
- Czesław Siekierski

Wszyscy posłowie PSL należeli w Parlamencie Europejskim do Europejskiej Partii Ludowej.

### Posłowie na Sejm Rzeczypospolitej Polskiej VI kadencji (2007–2011)
| Posłowie na Sejm Rzeczypospolitej Polskiej VI kadencji |
| --- |
| |
| - Krzysztof Borkowski – od 24 czerwca 2009, zastąpił Jarosława Kalinowskiego - Jan Bury – sekretarz stanu w Ministerstwie Skarbu Państwa - Bronisław Dutka - Eugeniusz Grzeszczak – sekretarz stanu w KPRM - Stanisław Kalemba - Jan Kamiński - Mieczysław Kasprzak – sekretarz stanu w Ministerstwie Gospodarki - Ewa Kierzkowska – wicemarszałek Sejmu - Eugeniusz Kłopotek - Adam Krzyśków - Jan Łopata - Mieczysław Łuczak - Mirosław Maliszewski - Stanisław Olas - Andrzej Pałys - Mirosław Pawlak - Waldemar Pawlak – wiceprezes Rady Ministrów i minister gospodarki - Janusz Piechociński - Józef Racki - Stanisław Rakoczy - Wiesław Rygiel – od 5 maja 2010, zastąpił Leszka Deptułę - Marek Sawicki – minister rolnictwa i rozwoju wsi - Tadeusz Sławecki - Aleksander Sopliński – od 23 listopada 2007, zastąpił Adama Struzika - Marian Starownik – od 20 maja 2010, zastąpił Edwarda Wojtasa - Franciszek Stefaniuk - Andrzej Sztorc – od 5 maja 2010, zastąpił Wiesława Wodę - Piotr Walkowski – od 24 czerwca 2009, zastąpił Andrzeja Grzyba - Stanisław Witaszczyk - Józef Zych - Stanisław Żelichowski – szef klubu PSL |

Inni posłowie PSL w Sejmie VI kadencji:
- Leszek Deptuła – do 10 kwietnia 2010, zginął w katastrofie lotniczej
- Andrzej Grzyb – do 10 czerwca 2009, wybrany na posła do Parlamentu Europejskiego
- Jarosław Kalinowski – do 10 czerwca 2009, wybrany na posła do Parlamentu Europejskiego
- Adam Struzik – nie złożył ślubowania, pozostał na stanowisku marszałka województwa mazowieckiego
- Wiesław Woda – do 10 kwietnia 2010, zginął w katastrofie lotniczej
- Edward Wojtas – do 10 kwietnia 2010, zginął w katastrofie lotniczej

### Senatorowie VII kadencji (2007–2011)
- Michał Boszko – od 2 lipca 2010, wybrany w wyborach uzupełniających
- Norbert Krajczy – od 1 marca 2011, wybrany z ramienia Prawa i Sprawiedliwości

### Posłowie do Parlamentu Europejskiego VI kadencji (2004–2009)
- Mieczysław Janowski (bezpartyjny), Unia na rzecz Europy Narodów – od kwietnia 2009, wybrany z listy Prawa i Sprawiedliwości
- Czesław Siekierski, Europejska Partia Ludowa – Europejscy Demokraci

Pozostali eurodeputowani PSL: Zbigniew Kuźmiuk, Zdzisław Podkański i Janusz Wojciechowski zostali usunięci z szeregów partii 4 lutego 2006 po przejściu do grupy UEN. Następnie założyli oni PSL „Piast” / Stronnictwo „Piast”.

### Posłowie na Sejm Rzeczypospolitej Polskiej V kadencji (2005–2007)
| Posłowie na Sejm Rzeczypospolitej Polskiej V kadencji |
| --- |
| |
| - Edmund Borawski 5311 głosów - Jan Bury 12 050 głosów - Bronisław Dutka 5469 głosów - Eugeniusz Grzeszczak 5181 głosów - Andrzej Grzyb 7986 głosów - Stanisław Kalemba 7830 głosów - Jarosław Kalinowski 15 855 głosów – wicemarszałek Sejmu - Mieczysław Kasprzak 7795 głosów - Andrzej Kłopotek 2338 głosów – od 5 grudnia 2006, zastąpił Zbigniewa Sosnowskiego - Mirosław Krajewski 11 333 głosy – od 24 sierpnia 2007, poprzednio poseł niezrzeszony, wybrany z listy Samoobrony RP - Jan Łopata 8033 głosy - Mieczysław Łuczak 6105 głosów - Mirosław Maliszewski 6954 głosy - Waldemar Nowakowski 4170 głosów – od 24 sierpnia 2007, poprzednio poseł niezrzeszony, wybrany z listy Samoobrony RP - Krystyna Ozga 8250 głosów - Andrzej Pałys 5055 głosów - Mirosław Pawlak 6684 głosy - Waldemar Pawlak 13 202 głosy - Marek Sawicki 6527 głosów - Tadeusz Sławecki 6879 głosów - Henryk Smolarz 4534 głosy - Aleksander Sopliński 2589 głosów - Zbigniew Sosnowski 5937 głosów – do 26 listopada 2006, wybrany na radnego powiatu brodnickiego - Franciszek Stefaniuk 8336 głosów - Zbigniew Włodkowski 2842 głosy - Wiesław Woda 8818 głosów - Józef Zych 9566 głosów - Stanisław Żelichowski 3532 głosy |

### Senatorowie VI kadencji, członkowie Koła Senatorów Niezależnych i Ludowych (2005–2007)
- Aleksander Bentkowski 60 346 głosów, w Kole Senatorów Niezależnych i Ludowych od 21 grudnia 2005 do 4 listopada 2007
- Lesław Podkański 79 714 głosów, w Kole Senatorów Niezależnych i Ludowych od 21 grudnia 2005 do 4 listopada 2007

### Parlamentarzyści poprzednich kadencji
Listy członków klubu PSL pod koniec danej kadencji (a także informacje o zmianach w trakcie kadencji) znajdują się w odpowiednich hasłach.

#### 2001–2005
Senatorami V kadencji z ramienia PSL zasiadającymi w Kole Senatorów Ludowych i Niezależnych byli Krzysztof Borkowski, Lesław Podkański i Jerzy Smorawiński.

#### 1997–2001
Senatorami IV kadencji z ramienia PSL zasiadającymi w Kole Senatorów Ludowych i Niezależnych byli Adam Rychliczek, Jerzy Smorawiński i Adam Struzik.

### Liczba członków
| Rok               | Liczba członków |
| ----------------- | --------------- |
| 1995              | ok. 200 tys.    |
| 2005              | ok. 80 tys.     |
| luty 2010         | ok. 128 tys.    |
| grudzień 2012     | ok. 124 tys.    |
| czerwiec 2016     | 100 320         |
| grudzień 2021     | ok. 87 tys.     |
| maj/czerwiec 2023 | 73 222          |

## Poparcie w wyborach

### Wybory parlamentarne
| Wybory | Sejm                                              | Sejm                   | Sejm                   | Sejm    | Sejm    | Senat   | Senat   | Rząd               |
| Wybory | Głosy                                             | Głosy                  | Głosy                  | Mandaty | Mandaty | Mandaty | Mandaty | Rząd               |
| Wybory | Liczba                                            | %                      | +/−                    | Liczba  | +/−     | Liczba  | +/−     | Rząd               |
| ------ | ------------------------------------------------- | ---------------------- | ---------------------- | ------- | ------- | ------- | ------- | ------------------ |
| 1991   | 972 952                                           | 8,70 (5.)              | –                      | 48/460  | –       | 8/100   | –       | Opozycja           |
| 1991   | jako Polskie Stronnictwo Ludowe Sojusz Programowy |                        |                        |         |         |         |         | Opozycja           |
| 1993   | 2 124 367                                         | 15,40 (2.)             | 6,70                   | 132/460 | 84      | 36/100  | 28      | Koalicja           |
| 1997   | 956 184                                           | 7,31 (4.)              | 8,09                   | 27/460  | 105     | 3/100   | 33      | Opozycja           |
| 2001   | 1 168 659                                         | 8,98 (5.)              | 1,67                   | 42/460  | 15      | 4/100   | 1       | Koalicja (do 2003) |
| 2001   | 1 168 659                                         | 8,98 (5.)              | 1,67                   | 42/460  | 15      | 4/100   | 1       | Opozycja (od 2003) |
| 2005   | 821 656                                           | 6,96 (6.)              | 2,02                   | 25/460  | 17      | 2/100   | 2       | Opozycja           |
| 2007   | 1 437 638                                         | 8,91 (4.)              | 1,95                   | 31/460  | 6       | 0/100   | 2       | Koalicja           |
| 2011   | 1 201 628                                         | 8,36 (4.)              | 0,55                   | 28/460  | 3       | 2/100   | 2       | Koalicja           |
| 2015   | 779 875                                           | 5,13 (6.)              | 3,23                   | 16/460  | 12      | 1/100   | 1       | Opozycja           |
| 2019   | 1 578 523                                         | 8,55 (4.)              | 3,42                   | 30/460  | 14      | 3/100   | 2       | Opozycja           |
| 2023   | koalicja z Polską 2050                            | koalicja z Polską 2050 | koalicja z Polską 2050 | 32/460  | 2       | 6/100   | 3       | Koalicja           |

### Wybory prezydenckie
| Wybory | Kandydat                  | Zdjęcie | I tura    | I tura    |
| Wybory | Kandydat                  | Zdjęcie | Głosów    | %         |
| ------ | ------------------------- | ------- | --------- | --------- |
| 1990   | Roman Bartoszcze          |         | 1 176 175 | 7,21 (5.) |
| 1995   | Waldemar Pawlak           |         | 770 419   | 4,31 (5.) |
| 2000   | Jarosław Kalinowski       |         | 1 047 949 | 5,95 (4.) |
| 2005   | Jarosław Kalinowski       | 269 316 | 1,80 (5.) |           |
| 2010   | Waldemar Pawlak           |         | 294 273   | 1,75 (5.) |
| 2015   | Adam Jarubas              |         | 238 761   | 1,60 (6.) |
| 2020   | Władysław Kosiniak-Kamysz |         | 459 365   | 2,36 (5.) |
| 2025   | Szymon Hołownia*          |         | 978 901   | 4,99 (5.) |

* Członek PL2050, wspólny kandydat Trzeciej Drogi.

### Wybory do Parlamentu Europejskiego
| Wybory | Głosy                                      | Głosy                                      | Głosy                                      | Mandaty | Mandaty |
| Wybory | Liczba                                     | %                                          | +/−                                        | Liczba  | +/−     |
| ------ | ------------------------------------------ | ------------------------------------------ | ------------------------------------------ | ------- | ------- |
| 2004   | 386 340                                    | 6,34 (7.)                                  | –                                          | 4/54    | –       |
| 2009   | 516 146                                    | 7,01 (4.)                                  | 0,67                                       | 3/50    | 1       |
| 2014   | 480 846                                    | 6,80 (4.)                                  | 0,21                                       | 4/51    | 1       |
| 2019   | koalicja z PO, SLD, Nowoczesną i Zielonymi | koalicja z PO, SLD, Nowoczesną i Zielonymi | koalicja z PO, SLD, Nowoczesną i Zielonymi | 3/51    | 1       |
| 2024   | koalicja z Polską 2050                     | koalicja z Polską 2050                     | koalicja z Polską 2050                     | 2/53    | 1       |

### Ostatnie wybory do sejmików województw (2024 – mandaty dla puli PSL w ramachTrzeciej Drogi)
| Sejmik             | Mandaty | Mandaty | Władza   |
| Sejmik             | Liczba  | +/−     | Władza   |
| ------------------ | ------- | ------- | -------- |
| dolnośląski        | 2/36    | 1       | Koalicja |
| kujawsko-pomorski  | 3/30    | 1       | Koalicja |
| lubelski           | 4/33    | 3       | Opozycja |
| lubuski            | 4/30    |         | Koalicja |
| łódzki             | 3/33    | 1       | Koalicja |
| małopolski         | 3/39    |         | Opozycja |
| mazowiecki         | 8/51    |         | Koalicja |
| opolski            | 1/30    | 1       | Koalicja |
| podkarpacki        | 3/33    |         | Opozycja |
| podlaski           | 5/30    |         | Koalicja |
| pomorski           | 2/33    |         | Koalicja |
| śląski             | 3/45    | 2       | Koalicja |
| świętokrzyski      | 6/30    | 3       | Opozycja |
| warmińsko-mazurski | 5/30    | 2       | Koalicja |
| wielkopolski       | 4/39    | 3       | Koalicja |
| zachodniopomorski  | 1/30    | 1       | Koalicja |
| Mandaty ogółem     | 58/552  | 12      |          |

## Aktualni przedstawiciele w samorządzie

### Marszałkowie województw
| Marszałek     | Województwo  | Data powołania  |
| ------------- | ------------ | --------------- |
| Paweł Gancarz | dolnośląskie | 21 maja 2024    |
| Adam Struzik  | mazowieckie  | 10 grudnia 2001 |

### Prezydenci miast
| Prezydent miasta   | Miasto    | Data powołania |
| ------------------ | --------- | -------------- |
| Krzysztof Kosiński | Ciechanów | 9 grudnia 2014 |

## Instytut Polityczny im. Macieja Rataja
Instytut Polityczny im. Macieja Rataja to think-tank Polskiego Stronnictwa Ludowego, powstały w 2012 z inicjatywy delegatów na XI Kongres PSL. Szefem Instytutu został poseł do Parlamentu Europejskiego, dr Czesław Siekierski. Instytut jest ciałem doradczym i analitycznym PSL, prowadzącym działalność seminaryjną, konferencyjną i badawczą w sferze polityk publicznych, gospodarki i kultury. Patronem Instytutu jest Maciej Rataj, związany z ruchem ludowym marszałek Sejmu RP w latach 1922–1928, a także pełniący funkcję głowy państwa w 1922 i 1926.